# Vincent Gérard
Vincent Gérard (Woippy, 16 de dezembro de 1986) é um handebolista profissional francês, medalhista olímpico

## Carreira
Gérard integrou a Seleção Francesa de Handebol nos Jogos Olímpicos Rio 2016, conquistando a medalha de prata.